# Papilio neyi
Espèce

Papilio neyi est une espèce d'insectes lépidoptères qui appartient à la famille des Papilionidae, à la sous-famille des Papilioninae et au genre Papilio.

## Dénomination
Papilio neyi a été décrit par l'entomologiste allemand Friedrich Wilhelm Niepelt en 1909.
Synonymes : Pterourus neyi.

### Sous-espèces
- Papilio neyi neyi présent en Équateur.
- Papilio neyi bedoci Le Cerf, 1925 ; présent en Guyane.
- Papilio neyi josianae (Möhn, 2001) ; présent au Pérou.
- Papilio neyi ssp. (Brown) ; présent au Brésil[1].

## Description
Papilio neyi est un grand papillon marron largement orné de taches orange et d'une ligne submarginale de taches et de points blanc crème. Les ailes antérieures sont ornées de grandes taches orange depuis la partie basale jusqu'à la ligne submarginale de taches crème qui réserve l'apex marron et les ailes postérieures sont à bordure marron marquée ou non d'une ligne submarginale de points crème et couvertes de taches orange confluentes.

## Écologie et distribution
Il est présent dans le nord de l'Amérique du Sud, en Équateur, en Guyane, au Brésil et au Pérou.

### Biotope
Il réside dans la forêt tropicale humide dense, au niveau de la canopée.

### Protection
Pas de statut de protection particulier.